# 一味神水
一味神水（いちみしんすい）とは、中世日本において「一味同心（いちみどうしん）」と称される一致団結（同盟・惣結合・一揆）を結ぶ際に、参加者が行った誓約の儀式・作法である。神水起請（しんすいきしょう）とも呼ばれる。

## 概要
一味同心に参加する人々が神社の境内など神前に集まり、誓約を記した起請文などに参加者全員が署名して神前に捧げる。その後、神を呼ぶために鐘や鉦などの金属器を打ち鳴らしながら、起請文を焼いて灰にして同じく神に捧げた神水（しんすい）と呼ばれる水（代用品として神酒）に混ぜ、それを一同で回し飲みした（ただし、起請文を作成せずに口頭で誓約して神水のみを回し飲みするなど、略式で行われた場合もあった）。
神前という厳かな場所に響く金属器の音や燃やされた起請文の焦げた匂いという演出も加わった中での神水の回し飲みは、神と人、そして一味同心の仲間同士との共同飲食（共飲共食）を介した一体化を促し、神前での誓約は約束を違えた場合には神罰を受けるという認識を当事者にもたらした。
一味神水を伴ったとみられる起請文の控えとして、文永7年（1270年）・永仁6年（1296年）に近江国の大島・奥津島両社の神官と百姓間で行われたものや長禄元年（1457年）に和泉国日根郡の国人9名によって行われたものが知られている。
江戸時代に入ると、徒党を組む行為を公儀に反する行為とみなされるようになる中で、一味同心そのものを禁止する藩法（「和歌山藩定書」）も出現し、一味神水も規制されるようになっていった。
「悪党の一味」などと使われる一味は一味神水の儀式を由来とする。